# Chiesa di San Sebastiano (Berlino)
La chiesa di San Sebastiano (in tedesco  Sebastiankirche) è una chiesa di Berlino, situata sulla Gartenplatz a Berlino-Gesundbrunnen. Fu costruita tra il 1890 e il 1893 in stile neogotico. L'edificio è designato come monumento storico della città di Berlino.